# Diego Ruiz Rodríguez
Diego Ruiz i Rodríguez (Màlaga, 1881 – Tolosa de Llenguadoc, 1959), fou un psiquiatre, escriptor, filòsof i periodista. Llicenciat en medicina a Barcelona, s'especialitzà en psiquiatria a l'estranger, essent nomenat director del manicomi de Salt (1909-1910). Escriví en català, castellà, alemany i italià sobre filosofia, sociopolítica i medicina, i en l'àmbit literari fou autor de contes. Molt actiu en la vida intel·lectual i social catalana: impulsà associacions, freqüentà tertúlies, donà conferències i col·laborà habitualment en diaris i revistes. Personatge controvertit i extravagant, mantingué durant un temps amisat amb Prudenci Bertrana qui no obstant, posteriorment, el convertí en personatge literari a Jo! Memòries d'un metge filòsof, on quedava ridiculitzat. El 1907 traduí al castellà Del asesinato considerado como una de las bellas artes, de Thomas de Quincey, i el 1908 la Biblioteca Popular dels Grans Mestres publicà una versió seva en català de Macbeth, de Shakespeare, no gaire fidel a l'original segons els crítics. Era nebot del metge Rafael Rodríguez Méndez germà de la seva mare Carmen Rodríguez Méndez presidenta del Helenico Foot-ball Club l'any 1913 essent la primera dona a presidir un club de futbol a l'Estat espanyol.